# Бланко, Рикардо (футболист)
Рикардо Хосе Бланко Мора (исп. Ricardo José Blanco Mora; род. 12 мая 1989, Алахуэла, Коста-Рика) — коста-риканский футболист, полузащитник клуба «Картахинес».

## Клубная карьера
Бланко — воспитанник клуба «Депортиво Саприсса». Дебютировал с клубом 16 августа 2009 года в матче против клуба «Сан Карлос».
В 2012 году Рикардо присоединился к клубу «Белен». Вместе с клубом Хосе провёл 61 матч и забил 13 голов. Дебютировал за клуб 17 сентября 2012 года в матче против клуба «Эредиано», а первый гол за клуб забил в матче против клуба «Уругвай де Коронадо».
В 2014 году он сыграл 8 матчей с клубом «Эредиано».
В том же году вернулся в «Белен». Провёл с клубом ещё 34 матча и забил гол в ворота клуба «Эредиано» 19 января 2015 года.
С 2015 года играет за клуб «Картахинес». Дебютировал 17 января 2016 года в матче против клуба «Лимон.

## Карьера в сборной
В 2009 году в составе молодёжной сборной Коста-Рики участвовал на чемпионате мира среди молодёжных команд. Сыграл в матчах против сборных Египта, Арабских Эмиратов и Бразилии.
В 2010 году в составе сборной Коста-Рики Рикардо сыграл дружеский матч против Сальвадора.
В 2012 году в составе олимпийской сборной Коста-Рики участвовал в квалификации КОНКАКАФ, где играл против сборных Никарагуа, Гондураса и Панамы.